# Čestmír Brandejs
Čestmír Brandejs (* 20. června 1944 Týniště nad Orlicí) je český historik z Nového Města nad Metují. Věnuje se oblasti didaktiky dějepisu, obecných a českých dějin středověku a raného novověku a dějin církví. Ve svých pracích z oblasti regionálních dějin se zaměřuje zejména na historii východních a severovýchodních Čech. Působil na Filozofické fakultě Univerzity Hradec Králové.

## Dílo (výběr)

### Monografie
- Jan Juránek. Nové Město nad Metují: Městský úřad, Městská knihovna, 1996. 47 s. ISBN 80-900058-6-1.

### Studie
- 500 let Pernštejnů na Pardubicku 1491-1991. [Pardubice, 2.11.1991]. In: Listy katedry historie a kabinetu regionálních dějin (Hradec Králové) č. 3, 1992, s. 15–19.
- Rod Pernštejnů a jeho význam v českých dějinách. In: Listy katedry historie a Historického klubu – pobočka Hradec Králové č. 6, 1994, s. 21–22.
- Několik myšlenek o Komenského životě a díle. In: Listy katedry historie a Historického klubu – pobočka Hradec Králové č. 7, 1994, s. 65–71.
- Svatovojtěšská tradice v dějinách našeho národa a církve a její význam dnes. In: Východočeské listy historické. Hradec Králové: Ústav historických věd PdF VŠP v Hradci Králové č. 15–16, 2000, s. 322–323.
- Východočeské kláštery v regionální výuce dějepisu. (Na příkladu Broumova, Opatovic a Podlažic). In: Břevnov v českých dějinách. Sborník z konference pořádané ve dnech 14. a 15. září 1993 Filozofickou fakultou univerzity Karlovy u příležitosti milénia břevnovského kláštera. Praha: Filozofická fakulta UK, 1997 s. 133–134.
- Česko-polské didaktické inspirace. In: Společný vklad k poznání české a polské minulosti. Sborník příspěvků z mezinárodního kolokvia konaného ve dnech 10. – 12. 5. 1999 na Ústavu historických věd PDF v Hradci Králové. Hradec Králové: Gaudeamus pro Vysokou školu pedagogickou v Hradci Králové, 2000, s. 19–24.
- Historikové a české školství. In: VIII. sjezd českých historiků: Hradec Králové 10.–12. září 1999 = VIII. convention of the Czech historians: Hradec Králové, 10–12 September 1999. Praha: Scriptorium, 2000, s. 256–260.
- Projekty k výuce dějepisu na základních školách. In: Východočeské listy historické. Hradec Králové: Ústav historických věd PdF VŠP v Hradci Králové 15–16, 2000, s. 316–318.
- Opočno ve výuce dějepisu. In: Orlické hory a Podorlicko: sborník vlastivědných prací. Rychnov nad Kněžnou: Okresní muzeum Orlických hor č. 11, 2001, s. 105–111.
- Český stát v kontextech Evropy 1526–1564 (didaktická analýza tématu). In: Život pro historii. K významným životním jubileím doc. PhDr. Marty Kohárové, CSc. a doc. PhDr. Františka Nesejta, CSc. Ústí nad Orlicí: Oftis et al., 2007, s. 45–52.